# أسلمة قطاع غزة

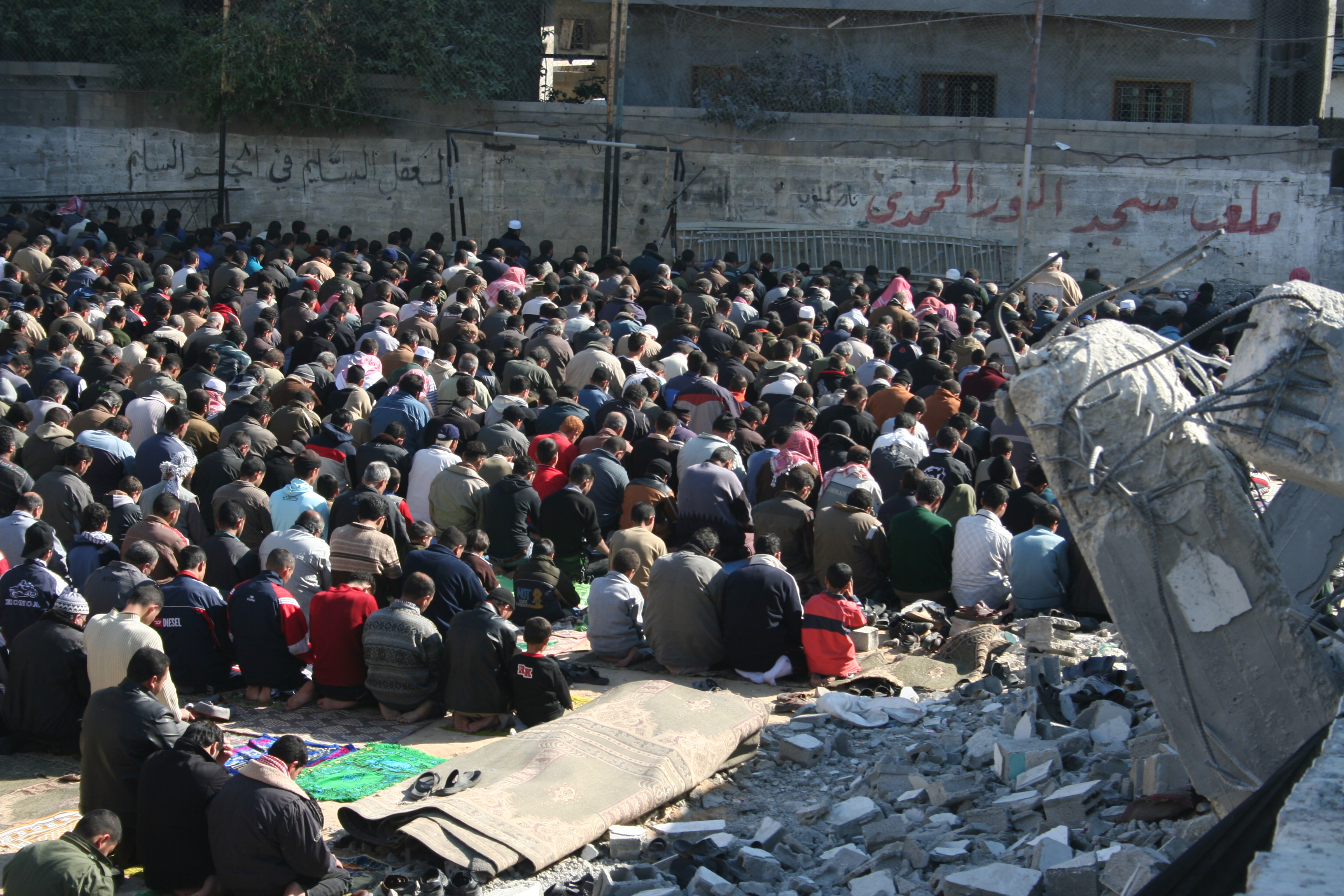
فلسطينيون يصلون في موقع مسجد دمر في مدينة غزة أثناء الحرب على قطاع غزة عام 2008

أسلمة قطاع غزة، تعبير يستعمله خصوم حركة المقاومة الإسلامية حماس بعد سيطرتها على قطاع غزة عام 2007 يتناول سياساتها التي تتعلق بتوسعة تطبيق قوانين الشريعة الإسلامية، متهمة إياها بالعمل على أسلمة القطاع بناءا على عقيدتها وتطلعها لإقامة دولة إسلامية في فلسطين. يقول هذا الطرح بتطبيق الأجندة الإسلامية من قبل حماس تدريجيا تجنبا لتعرض الحركة لانتقادات شديدة من جانب الجمهور الفلسطيني في القطاع، ولكن هذا التطبيق بسير بحرص ودأب من قبل الحركة، ويرى تناميا للتيارات السلفية والمجموعات الإسلامية في القطاع ويعده دعامة تجبر حماس على إظهار وفائها للثوابت الإسلامية، ويعترف باصطفاف جزء من سكان القطاع حول الحركة لدوافع دينية أو سياسية مختلقة، كما تمثل الأمر في الفوز الذي حققته حماس في انتخابات المجلس التشريعي مطلع عام 2006. في عام 2014 صرحت رئيسة حزب ميرتس الإسرائيلي زهافا غالئون أن الحرب على غزة لم تسهم إلا في أسلمة الفضاء الفلسطيني بشكل غير مسبوق.

## إجراءات حماس
بدأت حركة المقاومة الإسلامية (حماس) منذ سيطرتها على القطاع في وضع اجراءات وسن قوانين وتطبيق تعليمات في مجملها تتجه إلى تبني الملامح الدينية وإظهار السلوك الإسلامية ويتمثل ذلك باعتماد الزي والمظهر الإسلامي بما في ذلك إطلاق اللحى والتحجب والاحتشام في الملبس واستخدام اللغة والمفردات التي تتميز بها الأوساط الإسلامية من آيات قرآنية وتعابير التسبيح والتحميد، ومن الإجراءات التي قامت بها حماس في إطار تكريس الهوية الإسلامية في القطاع:
- فرض الزي الشرعي والحجاب: على النساء سواء في المدارس أوالمحاكم، فقد طبقت حماس على طالبات المدارس بارتداء غطاء الرأس والملابس الفضفاضة، أما في المحاكم فإن مجلس القضاء الأعلى في القطاع ألزم المحاميات بالحضور إلى المحاكم وهن مرتديات الحجاب،[3] كذلك قامت لجنة شكلتها وزارة الشؤون الدينية بإرسال رجال إلى الشواطئ لتعليم المصطافين عدم مس بعضهم بعضا علنا وتغطية أجسادهم وأخبر عدد من المدرسات ومديرات المدارس الطالبات بضرورة ارتداء معاطف طويلة وحجاب بدلًا من الجيبات الجينز التي كُنّ يرتدينها في السنوات السابقة. غير أن كل تلك القواعد تم نقضها، فقد أمر رئيس الوزراء الفلسطيني إسماعيل هنية رئيس المحكمة العليا عبد الرؤوف حلبي بإلغاء قراره الخاص بالمحاميات.[4][5]
- الفصل بين الجنسين: فقد فرضت حماس الفصل بين الجنسين في المدارس بين المعلمين حيث حظرت على المعلمين الذكور ممارسة التعليم في مدارس للبنات وتم استبدالهم بالمعلمات، وصادقت حماس في غزة أيضا على قانون يحظر اختلاط الطلبة من الجنسين في مدارس القطاع ممن هم فوق سن التاسعة من العمر بهدف الحفاظ على الهوية الوطنية والإسلامية للشعب الفلسطيني ومقاومة التطبيع مع الاحتلال الإسرائيلي وفقاً لمسؤولين من وزارة التعليم التابعة لحكومة حماس، مع العلم بأنّ هذا الفصل كان قائماً أصلاً في مُعظم مدارس غزة.[6]
- ظهور جميع المذيعات في قناة الأقصى التابعة لحركة حماس الرسمية محجبات.
- حشد وسائل الإعلام والجهاز التعليمي لنشر مضامين إسلامية.
- إنشاء مؤسسات دينية ومباني عامة ذات مميزات إسلامية: حيث تعمل حماس على إنشاء مساجد جديدة وترميم مساجد قائمة وكذلك إنشاء مدارس شرعية ومراكز لتحفيظ القرآن ومحاكم شرعية.
- إنشاء مؤسسات اقتصادية وإغاثية ذات توجهات إسلامية: إذ أنشأت حماس البنك الوطني الإسلامي وشركة الملتزم للتأمين التي تعمل في مجالات الاستثمار والتمويل.
- سن قوانين مستوحاه ومتوافقة مع الشريعة.
- في 30 ديسمبر 2015، أعلنت الشرطة الفلسطينية في غزة عن حظر إقامة الاحتفالات بمناسبة رأس السنة الميلادية في القطاع الساحلي، وقال الناطق باسم الشرطة في غزة إنه تم إبلاغ أصحاب الفنادق والمطاعم بحظر إقامة احتفالات بمناسبة رأس السنة الميلادية، وعزا الناطق هذا القرار إلى أن الاحتفال بعيد رأس السنة الميلادية ينافي تعاليم الدين الإسلامي، وهو تقليد غربي بالدرجة الأولى لا نقبل وجوده في قطاع، واعتبر أن المصاعب والمعاناة التي يعانيها قطاع غزة بسبب الحصار الإسرائيلي المفروض عليه تتطلب احترام آلامه وتضحياته بعيدًا عن الاحتفال بأعياد غربية غريبة.[7]

## التأثير على السكان المسيحيين
في عام 2007، كان حوالي 3,000 من سكان غزة من المسيحيين، من إجمالي عدد السكان البالغ 1.5 مليون نسمة. وفي عام 2011، كان عدد السكان المسيحيين في قطاع غزة أقل من 1,400. الهجمات على المسيحيين وممتلكاتهم هي نادرة، مع استثناء ملحوظ للهجوم على مكتبة المعلم المسيحية. قال أحد أفراد الدين الكاثوليك لصحيفة الغارديان إنه أوقف من قبل مسؤول في حماس والذي أبلغه لإزالة صليب خشبي كان يرتديه.
وضع أسلمة غزة ضغوطاً متزايدة على الأقلية المسيحية الصغيرة. وفي أعقاب سيطرة حماس على قطاع غزة في عام 2007، أعلن أبو صقر، زعيم الجهادية السلفية، وجماعة منافسة لحماس، افتتاح «الجناح العسكري» لفرض الشريعة الإسلامية في غزة. وقال «أتوقع أن يفهم جيراننا المسيحيون حكم حماس الجديد يعني تغييرات حقيقية. يجب أن يكونوا مستعدين للحكم الإسلامي إذا أرادوا العيش في سلام في غزة». وأكد الشيخ صقر أن «لا حاجة» للمسيحيين في غزة للحفاظ على عدد كبير من المؤسسات في الإقليم، وطالب حماس «بالعمل على فرض حكم إسلامي أو أنها ستفقد السلطة التي تمتلكها وهي إرادة الشعب».
في أكتوبر من عام 2007، تعرض رامي خضر عياد، صاحب محل الكتب المسيحية الوحيد في غزة، للاختطاف والضرب والقتل، بعد أن قُصفت مكتبة له من قبل مجموعة مجهولة الهوية والتي كانت تهاجم أهدافاً مرتبطة بالنفوذ الغربي. ووفقاً لعائلة وجيران عياد، فقد تلقى تهديدات بالقتل من أشخاص غضبوا بسبب عمله التبشيري. وندد اسماعيل هنية القيادي بحركة حماس في غزة بقتل عياد وقال ان حماس «لن تسمح لأحد بتخريب العلاقات بين المسلمين والمسيحيين». وقام مسؤولو حماس بزيارات إلى الطائفة المسيحية، ووعد المتحدث بإسمها بتقديم المسؤولين إلى العدالة. ولم تعلن أي جماعة مسؤوليتها عن القتل. وحضر جنازة عياد 300 مسلم ومسيحي. وذكر المركز الفلسطيني لحقوق الإنسان أن «هذا العمل القبيح لا يدعمه أي جماعة دينية هنا».
في عام 2012، نظم عشرات المسيحيين مظاهرة عامة ادعى فيها أن مسيحيين قد تم تحويلهما قسراً إلى الإسلام وتم احتجازهما ضد إرادتهما. وفقاً لوسطاء اثنين، تحول المسيحيان إلى الإسلام من خلال إرادتهم الحرة. أدى التحول إلى قلق من الأقلية المسيحية، حيث قال كل من هدى عماش، والدة أحد المتحولين، رامز: «إذا بقيت الأمور مثل هذا، سوف لم يبقى مسيحيين في غزة». وقال رئيس أساقفة غزة ألكسيوس إنه يجب إعادة المتحولين إلى عائلاتهم.

## حملة نعم للفضيلة
في يوم الأحد الموافق للسادس والعشرين من شهر يوليو عام 2009 اطلقت الحكومة الفلسطينية المقالة التي تديرها حركة المقاومة الإسلامية حماس في قطاع غزة حملة تحت عنوان نعم للفضيلة وذلك لوقف المظاهر غير الأخلاقية في القطاع، وشارك في تطبيق الحملة وزارات الأوقاف والشؤون الدينية والداخلية والعدل والشرطة، حيث قام موظفون بوضع ملصقات إرشادية ووعظية في الشارع الرئيسي وسط غزة وبوسترات تدعو إلى الالتزام بالحجاب داخل عدد من المحلات التي تبيع الملابس الغربية.
وقام وعاظ بدعوة أصحاب المحلات التي يوجد بها دعايات تظهر جسم المرأة إلى إزالة ذلك والملابس الداخلية للنساء من واجهة المحلات كما قاموا بزيارات لمحلات الالكترونيات للتأكد من عدم بيع مواد إباحية على أقراص مدمجة، وتستهدف الحملة بصورة أساسية وقف المظاهر اللاخلاقية في المجتمع الفلسطيني خاصة الاختلاط في الصالات العامة والأفراح والسهرات الليلية والرحلات الطلابية والرقابة على مقاهي الإنترنت ومنع المواد الإباحية وكل ما من شأنه تشجيع المثلية الجنسية والزنا، كما تهدف إلى وقف تداول وبيع قطع الذاكرة المحملة بالمقاطع الإباحية وتناول حبوب الترامال والعلكة المثيرة للجنس وعدم الاختلاط في الجامعات والانحلال في بعض المواقع واللباس الفاضح على شاطئ البحر.
وفي شهر مارس عام 2013 أطلقت حركة المقاومة الإسلامية حماس حملة اسمتها أخلاقي.. سر حياتي في جامعات قطاع غزة ومحيطها بهدف تعزيز السلوكيات والأخلاق السليمة ومعالجة السلوكيات الخاطئة لدى فئة الشباب، وأوضح مهند الحداد مسئول الحملة أن الحملة تسعى لمجابهة الغزو الفكري بين أوساط الشباب ونشر الوعي الديني والثقافي لديهم في ظل حاجة الأمة الإسلامية لجيل إسلامي ملتزم بتعاليم الإسلام الحنيف. وفي شهر أبريل من نفس العام أعلن محمد المدهون وزير الشباب والثقافة في غزة عن انطلاق مشروع سلوكيات ايجابية الذي يهدف إلى الارتقاء بالقيم الاجتماعية وتنمية السلوك في المجتمع الفلسطيني، وقال أنه تحت تأثير ثقافات وافدة تحمل في طياتها الغث والسمين، أدت إلى ظهرور مفاهيم جديدة وسلوكيات مستحدثة لا تتناسب مع طبيعة المجتمع وعاداته وتقاليده وتأثرت بعض السلوكيات التي كانت قد ميزت المجتمع لفترات طويلة.

## رد حماس على الانتقادات
في ظل الانتقادات الموجهة لحركة المقاومة الإسلامية حماس والتي تصفها بمحاولة تطبيق الشريعة بالقوة واكراه اهالي القطاع على ممارسة الشريعة، رد رئيس المكتب السياسي لحركة المقاومة الإسلامية حماس خالد مشعل برفض كل ما يقال عن محاولات تقوم بها حماس لأسلمة قطاع غزة موضحا أنه ليس من سياسة حماس على الإطلاق فرض التدين على أحد لأنه يأتي بالقناعة لا بالإكراه.
يرى باحثون أن حركة حماس أعلنت محددات فكرية جديدة تعبر عن انتقال حقيقي في توجهاتها الأيديولوجية على النحو التالي: اعتبار الفلسطينيين جميعًا متساوين أمام القانون، رغم اختلاف معتقداتهم وأفكارهم. الديمقراطية هي الخيار الوحيد، ووبالتالي يلزم في الراهن الاحتكام إلى صناديق الاقتراع. تعتبر الشريعة الإسلامية المصدر الرئيسي للتشريع، وليست المصدر الوحيد. التدرج في سعيها نحو أسلمة المجتمع بالأمر بالمعروف وليس بالنهي عن المنكر. وأكدت حماس أكثر من مرة أنها لن تتصرف في السلطة على نحو يوحي بأنها تحمل مشروعًا ثيوقراطيًا، ولم تصدر قائمة المحظورات التقليدية: عدم منع الأحزاب العلمانية واليسارية. لم تقم بتطبيق الشريعة الإسلامية. لم تفرض الحجاب بالقوة على الفلسطينيات. لم تغلق محلات الترفيه التي يؤمها غير المنتمين لفكرها الإسلامي.